# Phalacrocorax gaimardi
Il cormorano zamperosse (Phalacrocorax gaimardi Garnot, 1828) è un uccello appartenente alla famiglia dei Falacrocoracidi diffuso lungo le coste occidentali del Sudamerica.

## Descrizione
Lungo circa 76 cm, presenta piumaggio completamente grigio cenere, becco giallo e zampe rosse.

## Distribuzione e habitat
Vive lungo le coste occidentali dell'America meridionale fino a Capo Horn.